# Sandy Blight Junction Road
Die Sandy Blight Junction Road ist eine unbefestigte Outbackpiste im äußersten Osten des australischen Bundesstaates Western Australia und im äußersten Westen des angrenzenden Northern Territory. Sie verbindet die Great Central Road am Warakurna Roadhouse mit der Gary Junction Road in Sandy Blight Junction, etwa 26 km östlich von Kintore. Die ersten 77 km vom Warakurna Roadhouse aus verlaufen dabei parallel zur Great Central Road.

## Geschichte
Wie viele andere Outback Tracks wurde die Sandy Blight Junction Road in den 1960er-Jahren von Len Beadell gebaut. Für den Bau benötigte er mit seiner Gunbarrel Road Construction Party etwa ein halbes Jahr. Gegen Ende der Bauarbeiten erkrankte Len Beadell an einem Trachom (engl.: Sandy Blight), das der Straße den Namen gab. Auch heute sind noch viele seiner Markierungen und Schilder am Straßenrand im Original erhalten.

## Verlauf

### Western Australia
Vom Warrakurna Roadhouse führt die Straße zusammen mit der Great Central Road zunächst 29 km nach Südosten. Dort zweigt der Gunbarrel Highway nach Süden ab, und die Great Central Road führt 48 km nach Nordosten, wobei sie den Giles River überquert. An dieser Stelle trennen sich die beiden Straßen: Die Great Central Road zieht nach Osten ins Northern Territory, während die Sandy Blight Junction Road nach Norden zum Docker River abbiegt, dessen Südwestufer sie bis zur Quelle folgt. Danach wendet sich die Piste wieder nach Norden und Nordosten durch die Gibsonwüste und überschreitet nach ca. 120 km die Grenze ins Northern Territory.

### Northern Territory

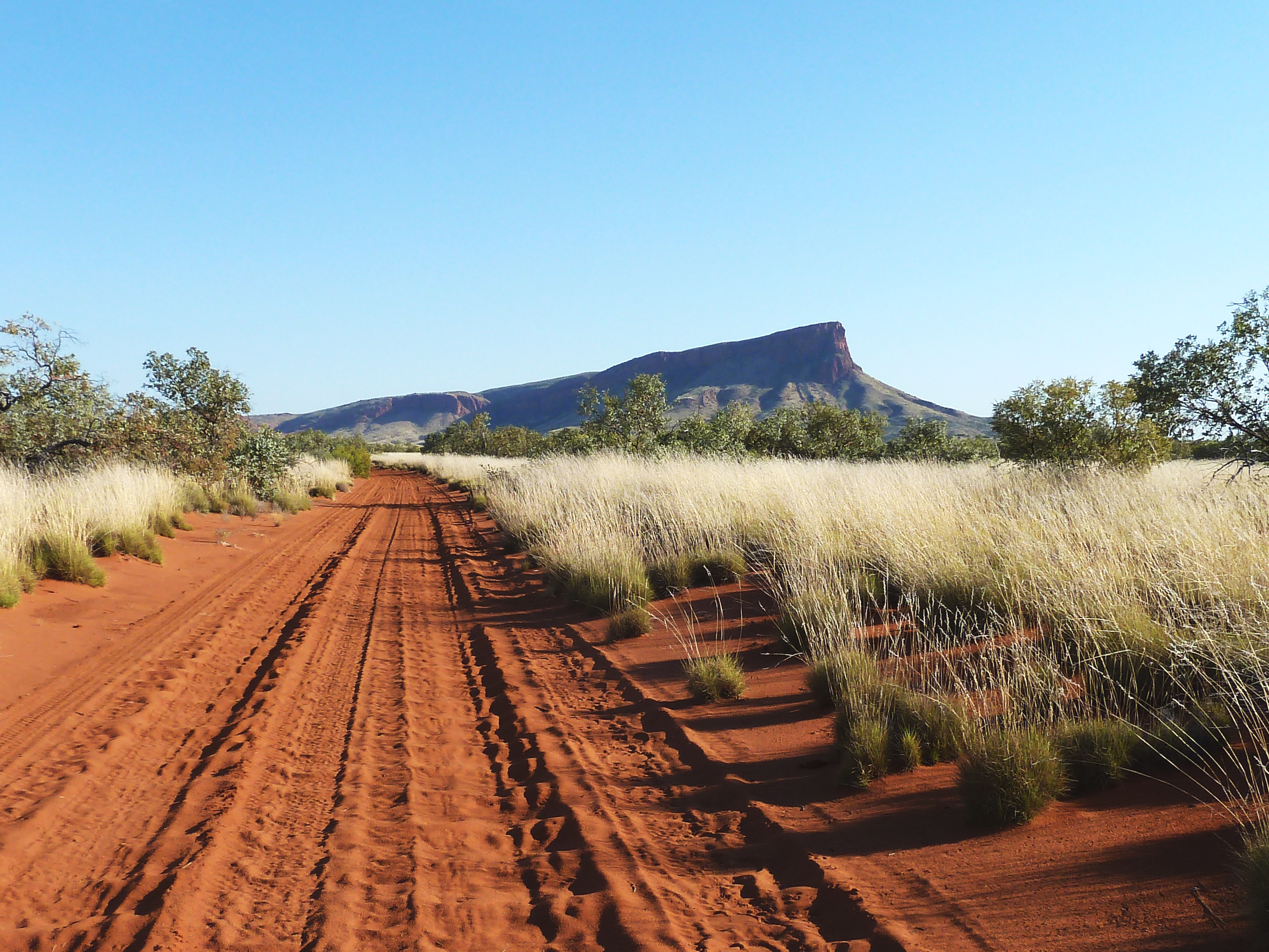
Straßenverlauf beim Mount Leisler, Northern Territory

Die letzten etwa 100 km legt die Straße zuerst direkt nach Osten und dann nach Norden zurück und erreicht bei Sandy Blight Junction, ca. 57 km östlich der Grenze, die Gary Junction Road.
Der höchste Punkt im Verlauf der Piste liegt auf 622 m, der niedrigste auf 432 m.

## Straßenzustand und Tankstellen
Der Straßenzustand ist sehr unterschiedlich, einige Abschnitte sind durchgehend fest und gut zu befahren, andere hingegen gekennzeichnet durch tiefen lockeren Sand oder auch steinige Abschnitte. Typisch sind auch hier Abschnitte als Waschbrettpiste (engl.: corrugations). Zum Befahren der Piste benötigt man ein Allradfahrzeug.
Tankstellen gibt es auf dieser Piste nur am Beginn im Warrakurna Roadhouse. Weitere erreichbare Tankstellen liegen auf der Great Central Road unmittelbar hinter der Grenze ins Northern Territory in Kaltukatjara (Docker River) und auf der Gary Junction Road in Kintore.
Die Strecke durchquert Aborigines-Reservate, und Reisende benötigen drei Genehmigungen (Permit), die kostenfrei beim Department of Indigenous Affairs erhältlich sind.